# Тлальтекутли
Тлальтекутли (исп. Tlaltecuhtli — «Владыка земли») — в ацтекской мифологии олицетворение земли, чудовище, имевшее облик полужабы-полуаллигатора.

## Мифология
По некоторым мифам, Тлальтекутли был мужем Сипактли. Однако по наиболее известной легенде, это богиня Земли, обладательница устрашающего облика: огромная лягушка, покрытая шерстью, с острыми когтями на лапах; она «была полна во всех суставах головами и ртами, которыми она кусала, как дикий зверь». Часто изображалась в позе рожающей женщины.
Чтобы создать Землю, боги Кецалькоатль и Тескатлипока принесли с Тринадцатого неба, где обитал бесполый бог Ометеотль, богиню Тлальтекутли, и «прежде чем они спустились, уже была вода, которую неизвестно кто создал». Соприкоснувшись с водой, Тлальтекутли умерла; Кецалькоатль и Тескатлипока в образе змей разорвали её тело пополам, из одной половины сотворив землю, вторую же унеся обратно на небо, где та стала звёздным небом. Волосы и кожа богини на земле обратились разнообразными растениями, глаза — колодцами, источниками и маленькими пещерами, рот — реками и большими пещерами, нос — долинами, плечи — горами. По другой версии Тлальтекутли после потопа, завершившего Четвёртую эпоху мира, обитала в море. Тлальтекутли являлась также одним из божеств Миктлана. Даже расчленённая, она оставалась живой и требовала человеческих жертвоприношений. Тлальтекутли отождествляли с Сиуакоатль, Тонанцин и Тлалеутли.